# 千年 (歌曲)
千禧年（本名Millennium ，1998年英國歌星羅比·威廉斯成名歌曲，英國流行歌曲排行榜週冠軍歌曲，MV裡羅比與早年史恩·康納萊主演007交互出現，音樂是You Only Live Twice電影《雷霆谷》搭配出現為特點；此歌出自第2張專輯I ve Been Expecting You，專輯銷售高達3200萬張、勇奪7張白金唱片佳績，及法、德、瑞士、澳洲、愛爾蘭、荷蘭、西班牙、冰島、阿拉伯……16國金曲冠軍、MTV歐洲音樂獎。